# Yamatoji-lijn
De Yamatoji-lijn (大和路線; Yamatoji-sen) is de officiële bijnaam van het meest westelijke deel van de Kansai-spoorlijn tussen Ōsaka en Kizugawa in de prefecturen  Osaka en  Kioto. De lijn maakt deel uit van het netwerk van openbaar vervoer in de agglomeratie Osaka-Kobe-Kioto. De lijn wordt geëxploiteerd door JR West en vormt feitelijk een zuidelijke tegenhanger van de Gakkentoshi-lijn. 

## Geschiedenis
Hoewel de lijn officieel in 1988 werd geopend reden er al sinds 1889 treinen op delen van het traject van de Yamatoji-lijn. In 1909 werd de Kansai-spoorlijn (tussen Nagoya, Nara en Ōsaka) voltooid, waarna er nog een aantal stations zijn toegevoegd. De elektrificatie van de lijn kwam echter pas laat op gang: het laatste gedeelte van de lijn werd pas in 1988 geëlektrificeerd.

## Treinen
- Yamatoji Kaisoku (大和路快速, intercity), gaat na Tennōji verder als de Osaka-ringlijn.
- Kaisoku (快速, Intercity), stopt in Kamo, Kizu, Narayama, Nara, Kōriyama, Yamato-Koizumi, Hōryūji, Ōji, Kashiwara, Kyūhōji, Tennōji, Shin-Imamiya en JR Namba.
- Chokutsū Kaisoku (直通快速, intercity), van Nara naar Amagasaki via respectievelijk de Yamatoji-lijn, de Osaka Higashi-lijn, de Gakkentoshi-lijn en de Tōzai-lijn.
- Futsu (普通, stoptrein), stopt op elk station.

## Stations
| Station          | Japans     | Verbindingen | Wijk                 | Stad           | Prefectuur |
| ---------------- | ---------- | --- | -------------------- | -------------- | ---------- |
| Kamo             | 加茂       | JR West: Kansai-lijn | Kizugawa             | Kizugawa       | Kioto      |
| Kizu             | 木津       | JR West: Gakkentoshi-lijn en de Nara-lijn | Kizugawa             | Kizugawa       | Kioto      |
| Narayama         | 平城山     | | Nara                 | Nara           | Nara       |
| Nara             | 奈良       | JR West: Nara-lijn en de Sakurai-lijn | Nara                 | Nara           | Nara       |
| Kōriyama         | 郡山       | | Yamatokoriyama       | Yamatokoriyama | Nara       |
| Yamato-Koizumi   | 大和小泉   | | Yamatokoriyama       | Yamatokoriyama | Nara       |
| Hōryūji          | 法隆寺     | | Ikaruga              | Ikaruga        | Nara       |
| Ōji              | 王寺       | JR West: Wakayama-lijn Kintetsu: Ikoma-lijn en de Tawaramoto-lijn | Ōji                  | Ōji            | Nara       |
| Sangō            | 三郷       | | Sangō                | Sangō          | Nara       |
| Kawachi-Katakami | 河内堅上   | | Kashiwara            | Kashiwara      | Ōsaka      |
| Takaida          | 高井田     | | Kashiwara            | Kashiwara      | Ōsaka      |
| Kashiwara        | 柏原       | Kintetsu: Domyoji-lijn en de Ōsaka-lijn (station Katashimo) | Kashiwara            | Kashiwara      | Ōsaka      |
| Shiki            | 志紀       | | Yao                  | Yao            | Ōsaka      |
| Yao              | 八尾       | | Yao                  | Yao            | Ōsaka      |
| Kyūhōji          | 久宝寺     | JR West: Osaka Higashi-lijn | Yao                  | Yao            | Ōsaka      |
| Kami             | 加美       | | Hirano-ku            | Ōsaka          | Ōsaka      |
| Hirano           | 平野       | | Hirano-ku            | Ōsaka          | Ōsaka      |
| Tōbu-Shijō-mae   | 東部市場前 | | Higashi-Sumiyoshi-ku | Ōsaka          | Ōsaka      |
| Tennōji          | 天王寺     | JR West: Osaka-ringlijn en de Hanwa-lijn Metro van Osaka: Midosuji-lijn en de Tanimachi-lijn Kintetsu: Minami-Osaka-lijn (station Osaka Abenobashi                                                   | Tennōji-ku           | Ōsaka          | Ōsaka      |
| Shin-Imamiya     | 新今宮     | JR West: Osaka-ringlijn en de Hanwa-lijn Metro van Osaka: Midosuji-lijn en de Sakaisuji-lijn (station Dōbutsuen-mae Nankai: Nankai-lijn en de Koya-lijn                                              | Naniwa- ku           | Ōsaka          | Ōsaka      |
| Imamiya          | 今宮       | JR West: Osaka-ringlijn | Naniwa- ku           | Ōsaka          | Ōsaka      |
| JR Namba         | JR難波     | Hanshin: Hanshin Namba-lijn (station Osaka Namba Nankai: Nankai lijn en de Koya-lijn (station Osaka Namba) Metro van Osaka: Midosuji-lijn, de Yotsubashi-lijn en de Sennichimae-lijn (station Namba) | Naniwa- ku           | Ōsaka          | Ōsaka      |

Shinkansen: Sanyō

Hoofdlijn: Hokuriku · Kansai · Kisei · San'in · Sanyō · Takayama · Tōkaidō

Regionaal: Akō · Bantan · Etsumi-Hoku · Fukuchiyama · Fukuen · Gantoku · Geibi · Hakubi · Hibi · Honshi-Bisan · Inbi · Jōhana · Kabe · Kakogawa · Katamachi · Kibi · Kishin · Kisuki · Kure · Kusatsu · Maizuru · Mine · Nanao · Ohama · Oito · Onoda · Sakai · Sakurai · Sanko · Tsuyama · Ube · Uno · Wakayama · Yamaguchi

Voorstadsnetwerk:  Biwako ·  Gakkentoshi (Katamachi) ·  Hanwa ·  Kansai Airport ·  Kobe ·  Kosei ·  Kioto · Nara · Osaka-ringlijn · Osaka Higashi ·  Sagano ·  Tozai ·  Yamatoji · Yumesaki